# 隅垣健
隅垣 健（すみがき たけし、1969年12月26日 - ）は、日本の著作家、経営者。京都府出身。

## 来歴
京都府立洛水高等学校、同志社大学商学部を卒業。
1993年4月京都新聞社入社。グループ経営管理室担当部長、株式会社京都電子計算取締役、株式会社京都新聞印刷取締役、京都新聞企画事業株式会社監査役、株式会社京都新聞プロパティーズ取締役などを経て、2021年から株式会社京都新聞ホールディングス取締役に就任。2022年6月から同社代表取締役社長を務めた。2023年6月から同社の代表権のない取締役に就任し、2024年6月退任。
2022年6月から2024年6月までは、エフエム京都の取締役を兼務。
一方で、並行して児童文学作品の創作活動を行う。2010年に、長編小説「夏は来たりぬ ～　ウィーンの森の物語」で、宇治市主催の紫式部市民文化賞を受賞。2015年以降は、複数の書籍を刊行。2023年には、父方の祖父で丹後地方の郷土歌人・俳人であった隅垣青霞の遺作集『うらにし　隅垣青霞句歌集』を制作・刊行する。

## 作品
- 『夏は来たりぬ ～　ウィーンの森の物語』（宇治市文化自治振興課 2010年）[10]
- 『八月のサーカス』（京都新聞出版センター  2015年）[11]
- 『エクストレイルと夜の歌』　京都新聞出版センター　2016年）[12]
- 『電車のカタコト』　京都新聞出版センター　2018年）[13]
- 『京都風音ピアノ100年の物語 ～この町で生きている～』 （京都新聞出版センター　2020年）[14]
- 『おどるヤマボウシ／オトシブミとゆりかごのうた』（デザインエッグ社　 2021年）[15]
- 『うらにし　隅垣青霞句歌集』※編纂および挿絵　（PUBFUNネクパブ・オーサーズプレス　 2023年）[9]